# Новомихайловское (Ставропольский край)
Новомиха́йловское — село в Красногвардейском районе (муниципальном округе) Ставропольского края России.

## Варианты названия
- Ново-Михайловка,
- Ново-Михайловское,
- Новомихайловская[3],
- Новомихайловское (Тамбовка)[4]:12

## География
Расстояние до краевого центра: 85 км.
Расстояние до районного центра: 16 км.

## История
Населённый пункт основан 21 ноября 1843 года.
В 1921 году в селе было создано сельскохозяйственное товарищество «Набережная».
До 16 марта 2020 года село образовывало упразднённое сельское поселение село Новомихайловское.

## Население
| 1883  | 1884  | 1897  | 1903  | 1908  | 1909  | 1989  | 2002  | 2010  |
| ----- | ----- | ----- | ----- | ----- | ----- | ----- | ----- | ----- |
| 2635  | ↗2924 | ↗3621 | ↗4046 | ↗4726 | ↗4851 | ↘1940 | ↗2039 | ↘2014 |
| 2012  | 2013  | 2014  | 2015  | 2016  | 2017  | 2018  | 2019  | 2020  |
| ↘1989 | ↘1953 | ↘1924 | ↘1909 | ↘1898 | ↘1864 | ↘1837 | ↘1791 | ↘1764 |
| 2021  | 2023  |       |       |       |       |       |       |       |
| ↘1693 | ↘1664 |       |       |       |       |       |       |       |

Национальный состав
По итогам переписи населения 2010 года проживали следующие национальности (национальности менее 1 %, см. в сноске к строке «Другие»):
| Национальность | Численность | Процент |
| -------------- | ----------- | ------- |
| Русские        | 1808        | 89,77   |
| Курды          | 106         | 5,26    |
| Армяне         | 43          | 2,14    |
| Другие         | 57          | 2,83    |
| Итого          | 2014        | 100,00  |

## Инфраструктура
- Культурно-досуговый центр. Открыт 1 октября 1956 года как дом культуры[31]
- В центре села находится общественное открытое кладбище площадью 30 тыс. м²[32].

## Образование
- Детский сад № 4 «Красная шапочка».
- Средняя общеобразовательная школа № 4. Открыта 10 ноября 1970 года[33].

## Русская православная церковь
- Храм Архистратига Михаила. Упоминается в 1893 году[34].

## Памятники
- Братская могила красных партизан, погибших в годы гражданской войны. 1918—1920, 1966 годы[35].
- Братская могила мирных жителей, расстрелянных фашистами. 1942—1943, 1966 годы[36]. По другим данным мемориал Славы, посвященному воинам Великой Отечественной войны 1941-1945 гг. Открыт 9 мая 1980 года[37]
- Памятник В. И. Ленину. 1965 год[38].